# Tuileries

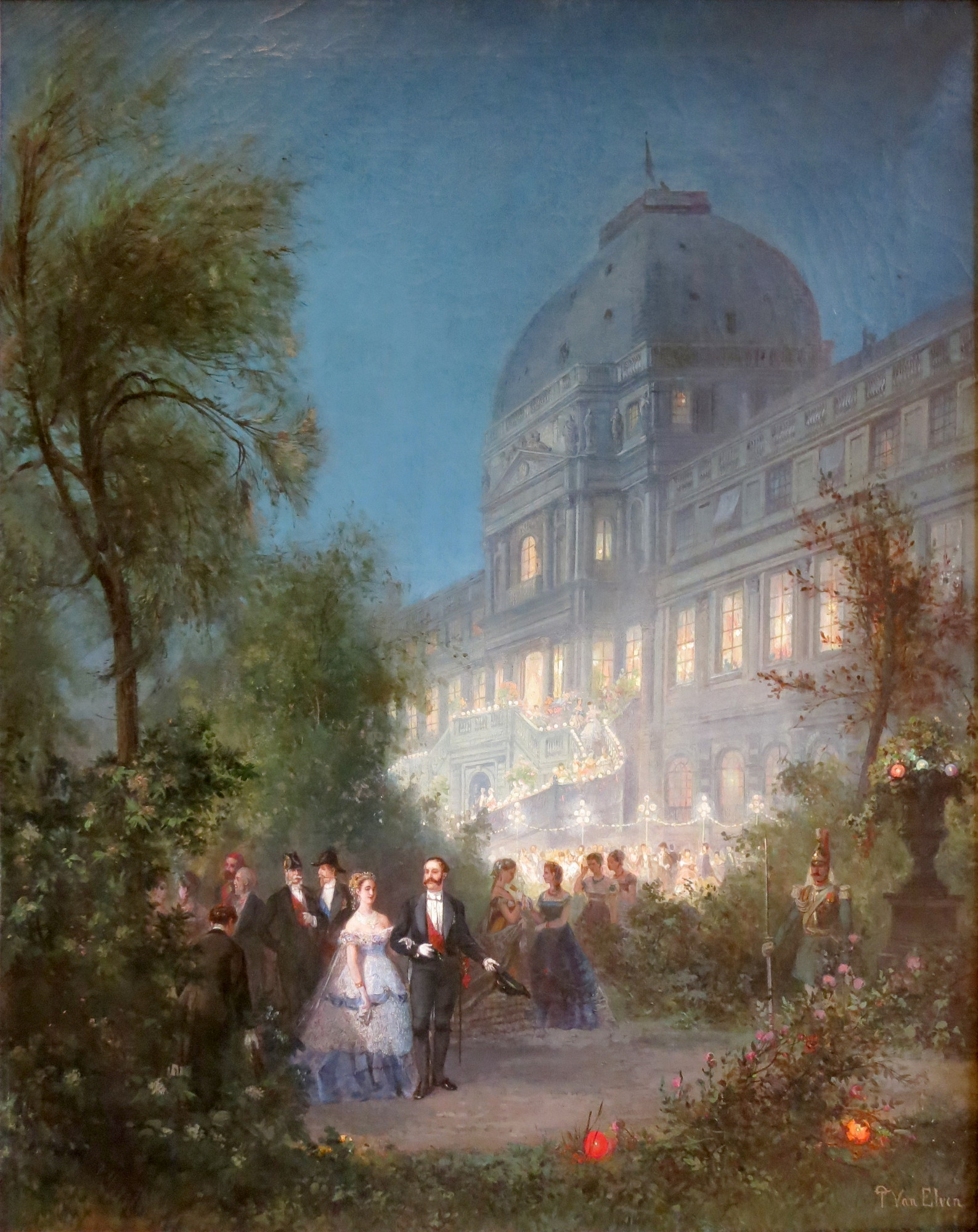
Festyn w Tuileriach za czasów Napoleona III

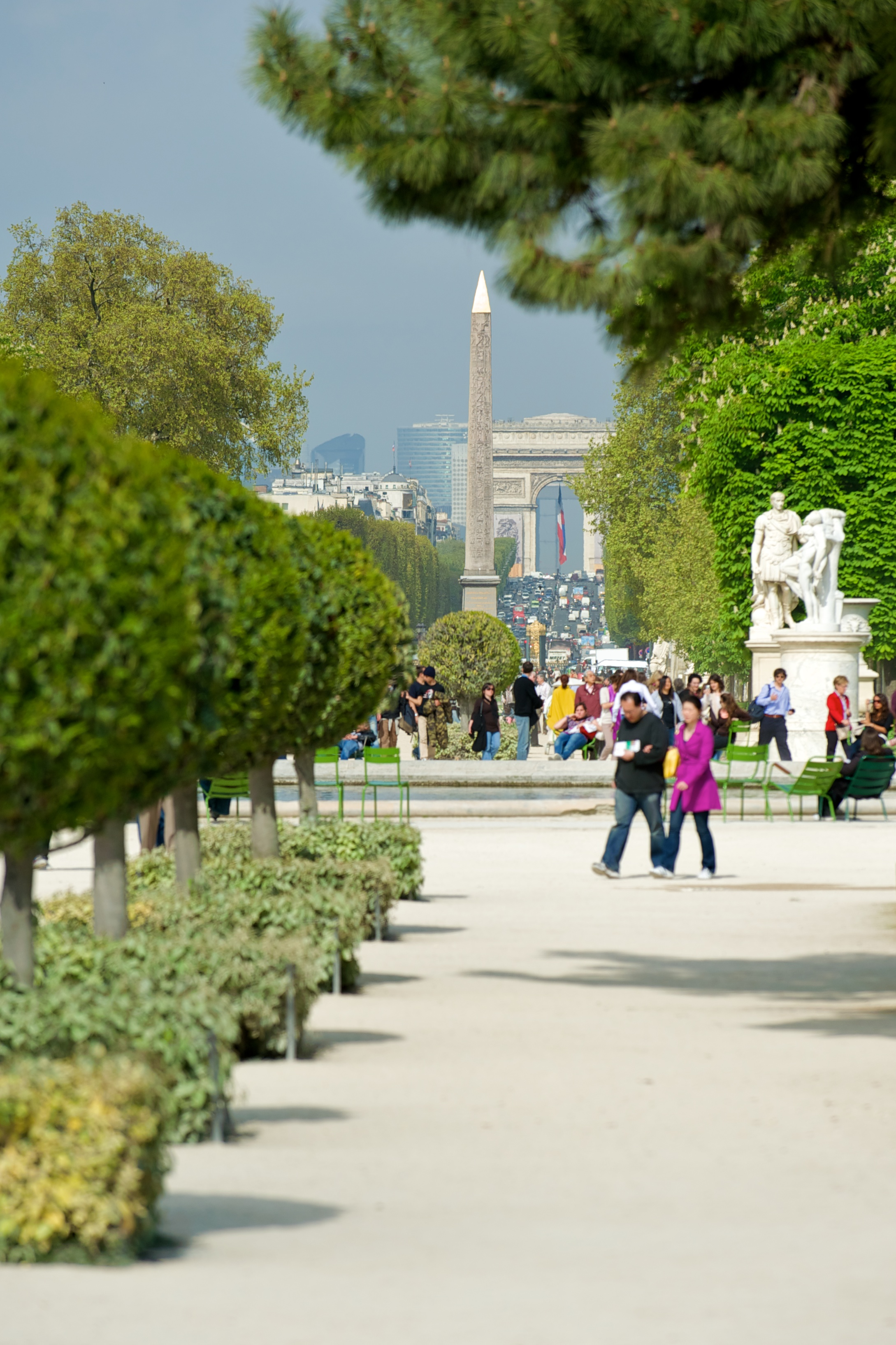
Ogrody Tuileries z widokiem na Łuk Triumfalny w Paryżu

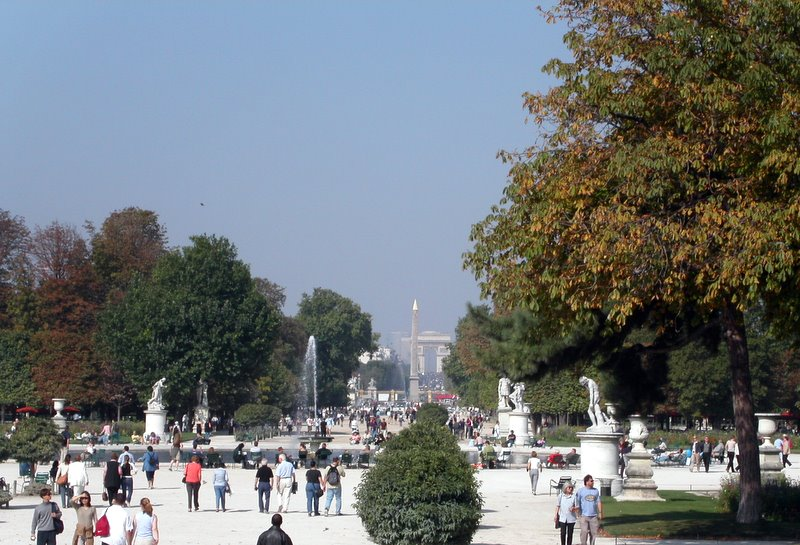
Ogrody Tuileries z widokiem na Łuk Triumfalny w Paryżu

Tuilerie (Les Tuileries) – dzielnica Paryża, między Luwrem, placem Zgody (place de la Concorde) i Sekwaną. Do czasów Komuny Paryskiej stał tam zniszczony w maju 1871 ogromny pałac renesansowo-barokowy, paryska rezydencja walezyjskich i burbońskich królów i napoleońskich cesarzy Francji.

## Czasy Walezjuszów
Na terenach Tuilerii znajdowała się do połowy XVI wieku fabryka dachówek (fr. tuile) – stąd nazwa. W roku 1564 parcelę zakupiła królowa Katarzyna Medycejska, która zleciła budowę nowego pałacu architektom Delorme i Bullantowi. Wznieśli oni centralny pawilon, tzw. Zegarowy (Pavillon d'Horloge), nakryty kopułą, i dwa niższe boczne skrzydła. Królowa Katarzyna, przesądna Włoszka, nigdy nie zamieszkała w pałacu, gdyż kiedyś wywróżono jej, że umrze niedaleko od Saint-Germain, a kościół Saint Germain l’Auxerrois znajduje się w pobliżu Tuilerii.
Za panowania Karola IX połączono Tuilerie i Luwr wielką Galerią Południową idącą nad Sekwaną. Brat i następca Karola IX, Henryk III, nie mieszkał w Tuileriach, ale wydawał w ich ogrodach huczne przyjęcia.

## Czasy Burbonów

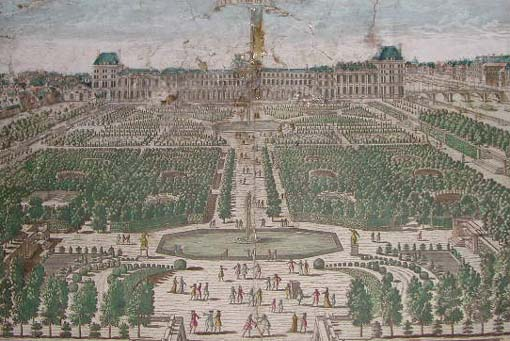
Tuilerie za Burbonów

10 VIII 1792

Henryk IV ostatecznie zbliżył Luwr do Tuilerii poprzez budowę nowej galerii na stronie północnej; do istniejącej już galerii nad Sekwaną dobudowano istniejący do dziś „Pawilon Flory”. Ludwik XIV wzniósł po przeciwnej stronie „Pawilon Marsana”, który także ocalał z pożogi roku 1871, a w środku pałacu polecił skonstruować „La Salle des Machines”, salę teatralną, która potem w XVIII wieku służyła Operze Paryskiej po pożarze jej gmachu, a później do mn. w. 1780 teatrowi narodowemu „Comédie Française”. Pałac służył Ludwikowi XIV jako rezydencja do chwili przeniesienia dworu do Wersalu, potem Ludwikowi XV w czasach jego małoletniości, po czym do czasów Rewolucji sale paradne były zamknięte, a inne pomieszczenia zamieszkiwane przez emerytowanych dworzan.
6 października 1789 król Ludwik XVI, zmuszony przez Zgromadzenie Narodowe do opuszczenia Wersalu, zamieszkał wraz z rodziną w Tuileriach i przebywał tam do chwili obalenia monarchii 10 sierpnia 1792. W szturmie pałacu rozwścieczony motłoch paryski wymordował wszystkich żołnierzy królewskich z Gwardii Szwajcarskiej i obrabował pałac biorąc wszystko, co dało się wynieść. Rodzina królewska schroniła się najpierw w sali obrad parlamentu, a potem została uwięziona w dawnej wieży paryskich templariuszy, ponurym więzieniu Temple.

## Czasy Rewolucji, Napoleona I i restauracji burbońskiej
Po śmierci króla i królowej na szafocie, w Tuileriach mieściły się różne organy władzy państwowej, tak jak osławiony Komitet Ocalenia Publicznego Robespierre’a, a później Rada Pięciuset. 19 lutego 1800 do odrestaurowanych Tuilerii przeprowadził się Pierwszy Konsul Napoleon Bonaparte i zamieszkał w dawnych apartamentach królewskich, gdzie pozostał także po ogłoszeniu się cesarzem. W Tuileriach urodził się jego syn, późniejszy książę Reichstadtu.
Po upadku Napoleona królowie burbońscy Ludwik XVIII i Karol X nie powrócili do Wersalu, lecz rezydowali w Tuileriach do chwili rewolucji lipcowej roku 1830, która doprowadziła do obalenia monarchii legitymistycznej.

## Monarchia lipcowa i czasy Napoleona III

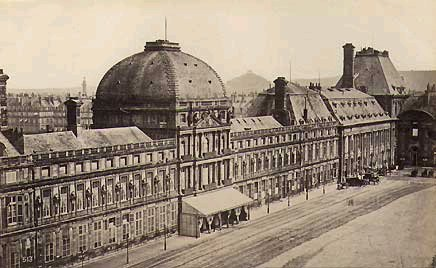
Tuilerie przed spaleniem

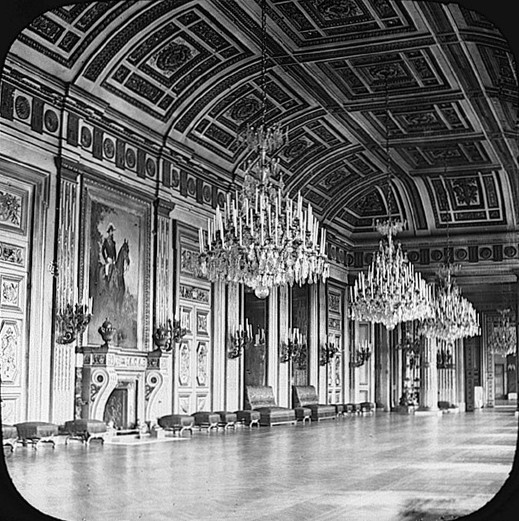
Tzw. Sala Pokoju w Tuileriach przed 1871

Król Ludwik Filip I przeprowadził się – bardzo niechętnie – do Tuilerii dopiero w roku 1831, wolał życie rodzinne w przytulniejszej rezydencji Palais-Royal. Dokonał przebudowy pałacu, wznosząc reprezentacyjną klatkę schodową w centralnej części budowli. Jego następca, cesarz Napoleon III, przeprowadził kompletny remont Tuilerii i uczynił je, obok pałacu Saint-Cloud koło Paryża, rezydencją cesarską. Zaślubił tam Eugenię de Montijo i tam się urodził jego syn Napoleon.
Po klęsce francuskiej pod Sedanem, cesarzowa Eugenia, pamiętna losu Ludwika XVI i jego rodziny, opuściła z paroma zaufanymi pałac wczesnym rankiem 4 września 1870 i nigdy tam już nie wróciła, ale przyjeżdżając po latach do Francji jako osoba prywatna zawsze wynajmowała pokoje w hotelu przy Place de la Concorde z widokiem na ogrody Tuilerii.

## Komuna Paryska

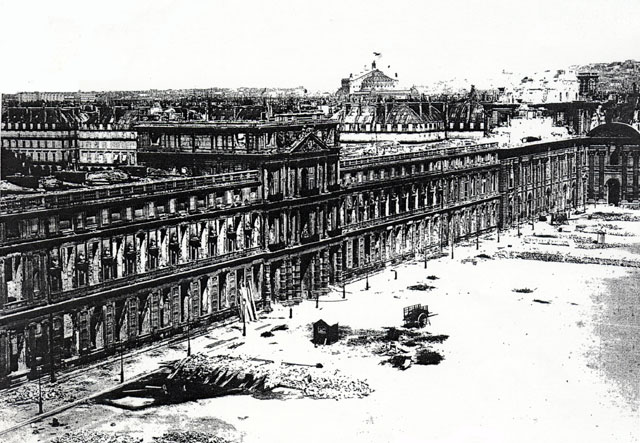
Po maju 1871

W okresie Komuny Paryskiej Tuilerie były używane przez komunardów w maju 1871 jako miejsce przedstawień teatralnych i koncertów, gdzie wstęp był darmowy dla wszystkich. Komunardzi mieli przy tym ukryty cel – chcieli pokazać ludowi, w jakim przepychu żyli feudałowie i zdobyć poparcie dla idei zniszczenia pałacu. Około 20 maja bojownicy Komuny zaczęli oblewać sale pałacu naftą i terpentyną, znosić tam baryłki prochu. 23 maja wieczorem podpalono pałac, po którym po parodniowym pożarze zostały gołe mury.

## Późniejsze losy
Po upadku Komuny, od roku 1872, dyskutowano gorąco projekt odbudowy pałacu, ale parlament, bojąc się kosztów, po nieskończonych debatach zdecydował w roku 1879 rozebrać ruiny, czego dokonano rok później.
W roku 1989 w ogrodach Tuileries Nicolas Normier i Jean-Marie Hennin zbudowali postmodernistyczną Wieżę Wolności inspirowaną mewą i aeroplanem z okazji 200. rocznicy wybuchu rewolucji francuskiej. Budowla ze stali i szkła została przeniesiona po roku do Saint-Dié.
W roku 2003 stworzono Narodowy Komitet Odbudowy Tuilerii. Koszt obliczono na 300 milionów €, środki na rekonstrukcję mają być zdobyte poprzez składki i darowizny, bez udziału państwa francuskiego czy miasta Paryża. Ponieważ cesarzowa Eugenia uratowała w 1870 roku wszystkie cenniejsze meble i obrazy z wnętrz Tuilerii, bojąc się spodziewanego oblężenia Paryża przez wojska niemieckie i przenosząc zbiory w bezpieczne miejsca, odbudowane Tuilerie stałyby się cennym uzupełnieniem muzeum w Luwrze, któremu brakuje lokali na ekspozycję zbiorów.